# Ixoreus naevius
El zorzal pinto, mirlo de pecho cinchado o zorzal pechicinchado (Ixoreus naevius) es una especie de ave paseriforme de la familia Turdidae propia de Norteamérica. Es la única especie del género Ixoreus.

## Descripción

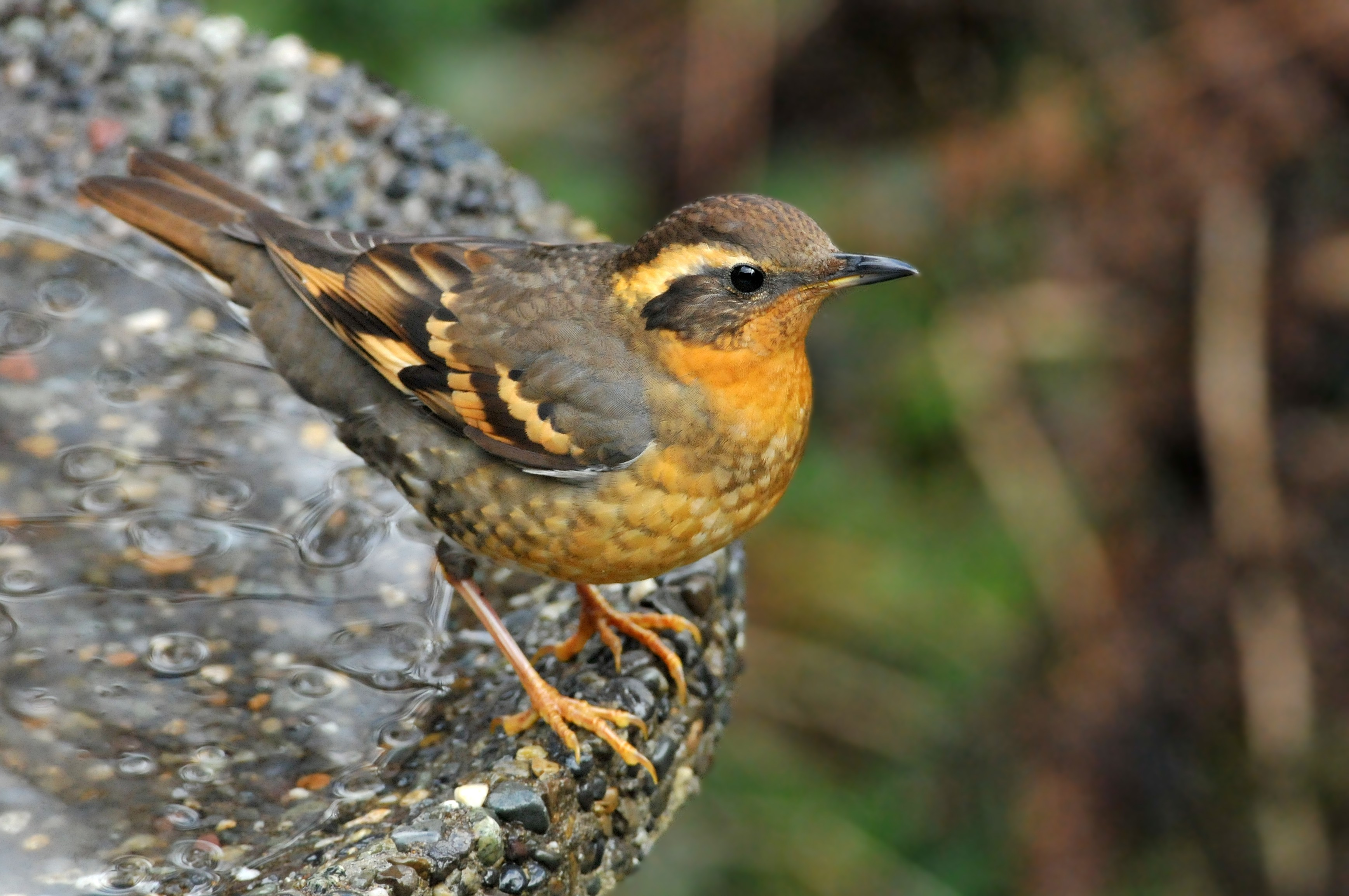
Hembra

Mide entre 20 y 26 cm de longitud y su envergadura alcanza entre 34 y 42 cm. Pesa entre 65 y 100 g. El macho presenta listas superciliares y la garganta anaranjadas, con un antifaz, corona, partes superiores y banda sobre el pecho negros; las partes superiores son negras y el vientre blanco. Las alas son negras con dos barras anaranjadas y las puntas de las plumas de vuelo anaranjadas.  La hembra presenta coloración más apagada con tonos oliváceos, grises y marrón.

## Distribución y hábitat
Se reproduce en el sotobosque denso del bosque húmedo en Alaska, el Pacífico Noroeste,  a lo largo de la costa del Pacífico. En el invierno migra hacia el sur y se dispersa por todo Estados Unidos, llegando incluso hasta el noroccidente de México, encontrándose entonces en parques arbolados y jardines.

## Alimentación
Se alimenta principalmente de insectos y de otros artrópodos; en invierno consume además nueces y frutos.